# Splits hamn

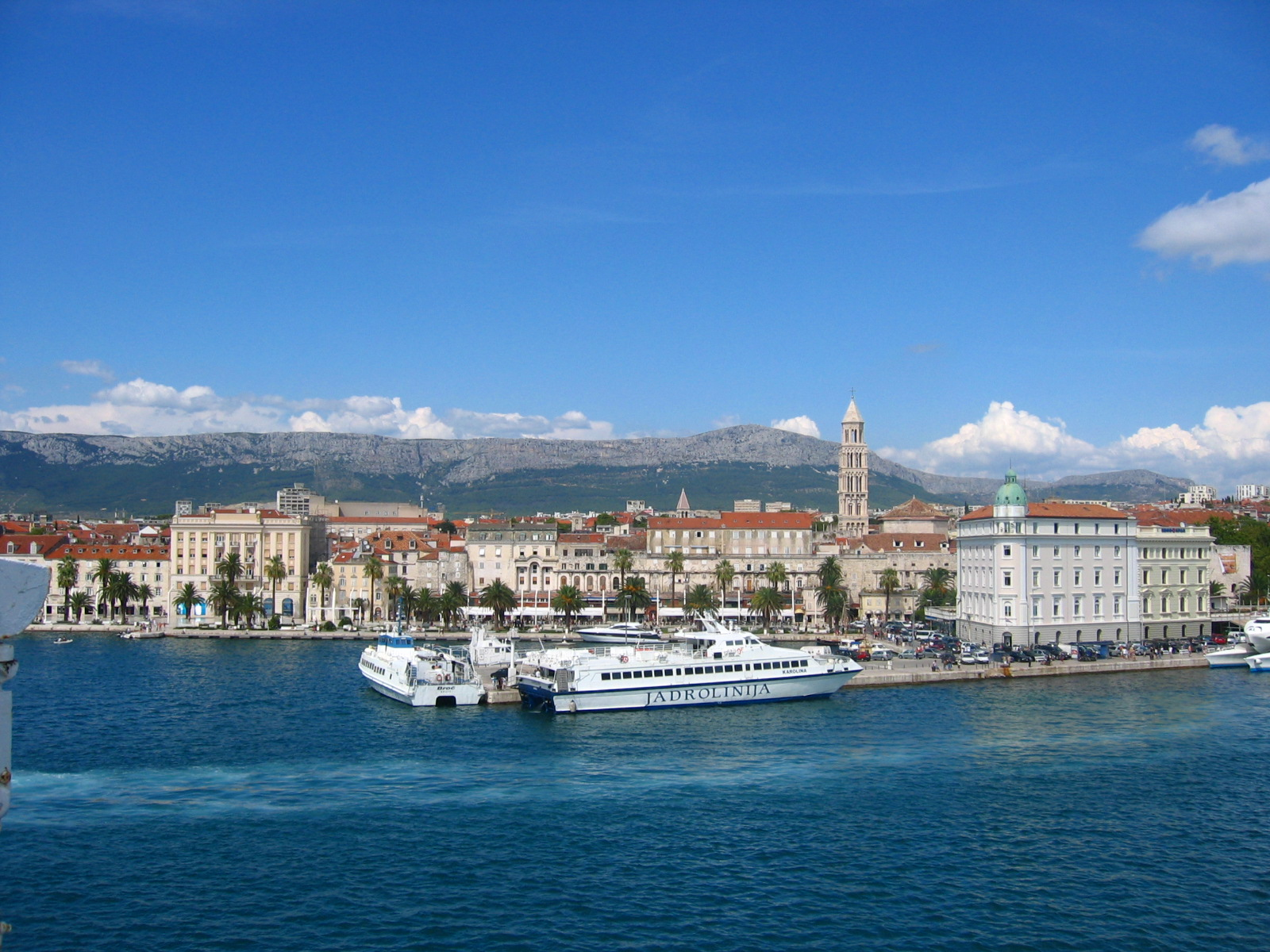
Splits hamn.

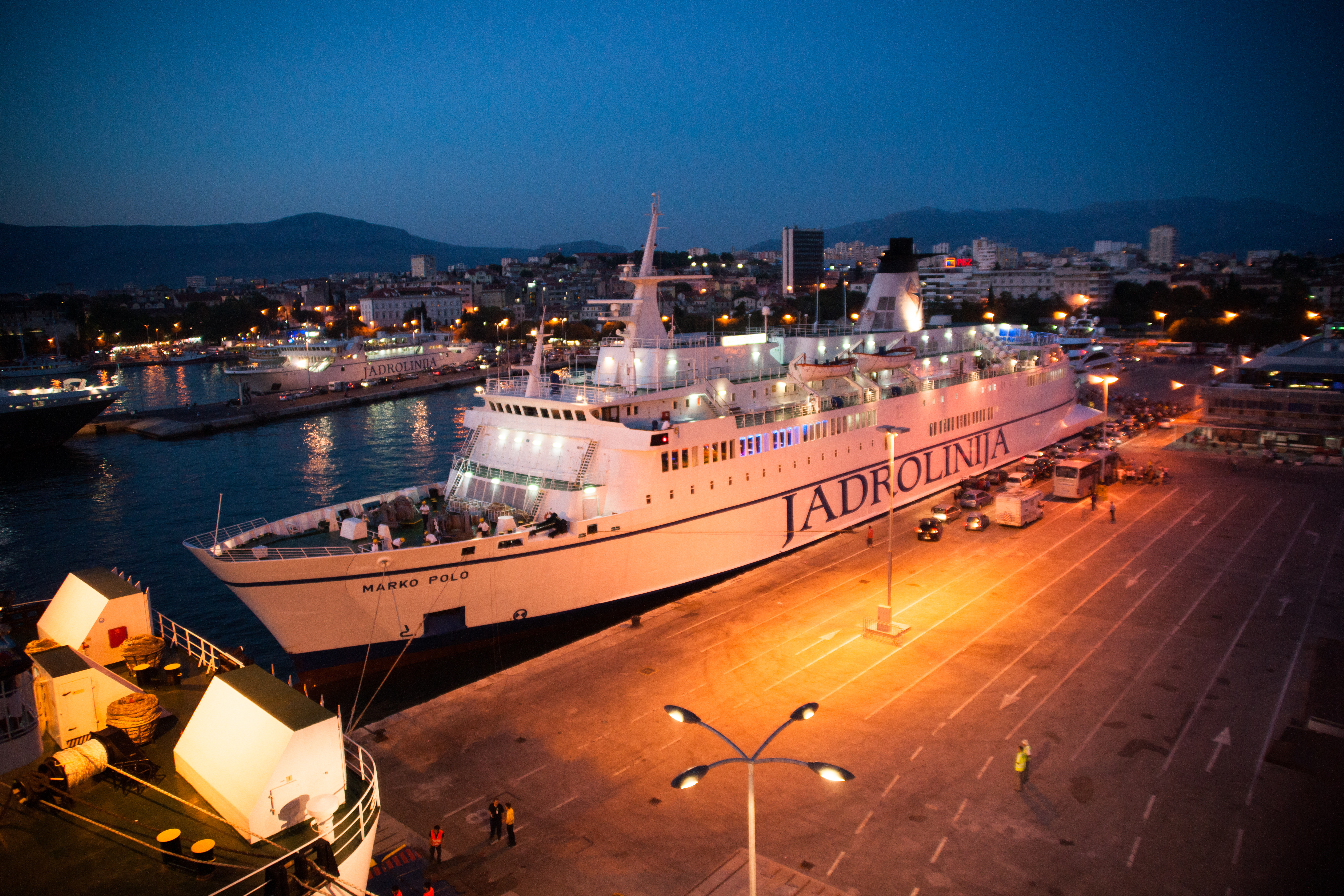
Jadrolinijas färja "Marko Polo" vid Splits hamn.

Splits hamn (kroatiska: Luka Split eller Splitska luka) är en hamn i Split i Kroatien. Hamnen är belägen strax sydöst om Diocletianus palats i centrala Split vid Adriatiska havets kust i mellersta Dalmatien. 2010 anlöpte drygt 18 000 fartyg hamnen och med över 4 miljoner passagerare som passerade hamnen 2012 är Splits hamn sett till passagerantalet Kroatiens främsta hamn och en av Medelhavets största. Från hamnen utgår Jadrolinijas färjor och båtar till den kroatiska övärlden och Italien.

## Historik
På 400-talet f.Kr. lät grekiska kolonisatörer från Vis anlägga en handelsstation på Splithalvön. De kallade den Aspalathos, dagens Split. Handelsplatsen placerades vid en naturlig hamn och hade en strategisk placering med närheten till Adriatiska havets övärld och inlandet som beboddes av illyrer. Området skulle senare komma att intas av romarna och i samband med Romerska rikets fall kom området att lyda under det Bysantinska riket.
I början av 900-talet skulle området komma att inkluderas i det medeltida kroatiska kungariket. 1102 ingick kungariket Kroatien i personalunion med Ungern. Under samma århundrade hade Split utvecklat maritima handelsvägar över hela Medelhavet. Det kroatisk-ungerska kungariket skulle komma att träta med Venedig över herraväldet över det dalmatinska kustlandet. Efter flera sammanstötningar kom Venedig 1428 att definitiv överta kontrollen över Split och dess hamn. Splits hamn blev nu en central handelsplats i regionen där varor fraktades från Osmanska riket, Indien och Persien till Venedig och vice versa.
Sedan Venedig upplösts 1797 kom förvaltningen av Split och dess hamn att övertas av österrikarna. Frånsett en kort fransk ockupation (1806-1803) skulle österrikarna komma att styra staden fram till första världskrigets slut och Österrike-Ungerns upplösning 1918. Den franska ockupationen 1806-1813 skulle dock få ekonomiska konsekvenser för hamnens fortsatta betydelse. Under det franska styret flyttades nämligen fokus till andra hamnar vid Adriatiska havet, i synnerhet Rijekas hamn, belägen vid Kvarnerviken.
Under andra hälften av 1800-talet förbättrades stadens ekonomi och Split blev snart det ekonomiska navet i mellersta Dalmatien. Den ekonomiska återhämtningen låg till grund för den fortsatta utvecklingen av hamnen som fick en ny vågbrytare. Anläggandet av järnvägen Split-Knin samt denna järnvägs anslutning 1925 via Gospić till järnvägen Rijeka-Zagreb banade vägen för utvecklandet av en modern hamn.
1957 flyttades fraktterminalen till industriområden i Solin och Kaštela och den centrala hamnen kom att bli ett färjeläge för passagerartrafik.

### Fotnoter
1. ↑  Portsplit.hr (kroatiska)
2. ↑  Slobodnadalmacija.hr (kroatiska)